# Anisosciadium isosciadium
Anisosciadium isosciadium är en växtart i släktet Anisosciadium och familjen flockblommiga växter. Den beskrevs av Joseph Friedrich Nicolaus Bornmüller 1912.
Arten är en ettårig ört som förekommer från Syrien till Irak och norra Arabiska halvön.